# Wiedergutmachungsinitiative

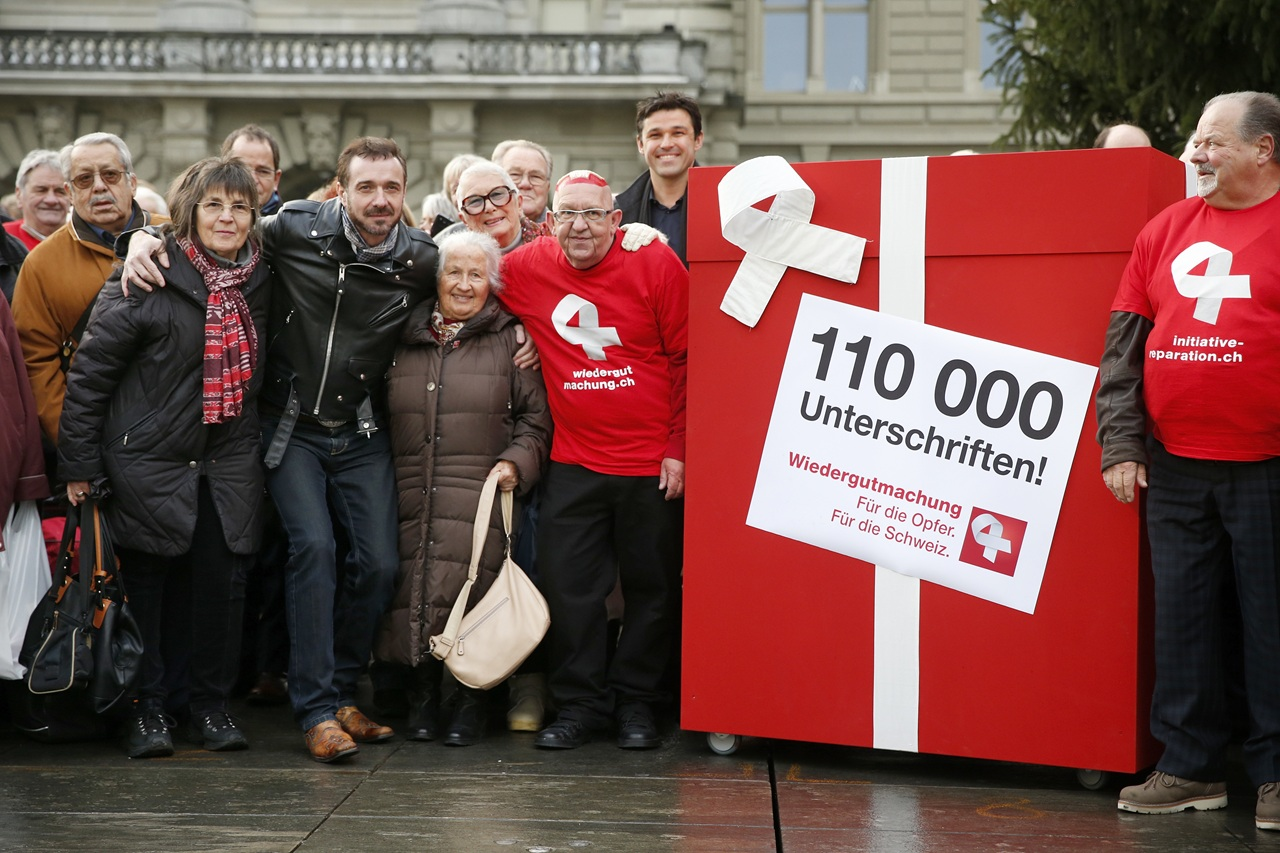
Einreichung der Unterschriften für die Wiedergutmachungs-Initiative am 19. Dezember 2014 in Bern. Initiant Guido Fluri (vorne, mit Lederjacke) mit Betroffenen.

Die Wiedergutmachungsinitiative forderte eine Wiedergutmachung für Verdingkinder und Opfer fürsorgerischer Zwangsmassnahmen in der Schweiz. Sie hat sowohl die wissenschaftliche Aufarbeitung zum Ziel als auch die Errichtung eines Fonds in der Höhe von 500 Millionen Schweizer Franken zugunsten der Opfer. Als indirekten Gegenvorschlag verabschiedete das Parlament das Bundesgesetz über die Aufarbeitung der fürsorgerischen Zwangsmassnahmen und Fremdplatzierungen vor 1981, welches die Anliegen der Initiative teilweise umsetzte. Daraufhin wurde die Wiedergutmachungsinitiative zurückgezogen. Das Gesetz trat am 1. April 2017 in Kraft.

## Hintergrund
In der Schweiz wurden bis in die 1980er-Jahre sogenannte fürsorgerische Zwangsmassnahmen durchgeführt. Menschen, die nicht den damaligen moralischen Wertvorstellungen entsprachen, arm oder randständig waren, wurden vom Staat sogenannt administrativ versorgt. Schwerwiegende Missstände, Missbräuche und Übergriffe im Sozialbereich waren die Folge, denen die Opfer schutz- und rechtlos ausgeliefert waren.
Betroffene gibt es aus verschiedensten Gründen:
- Verdingkinder: Sie waren offiziell als Pflegekinder, faktisch aber meist als billige Kinderarbeiter bei Bauern untergebracht. Oft schlecht ernährt und hart bestraft, waren sie wegen ihrer arbeitsmässigen Überforderung in der Schule benachteiligt.
- Heimkinder: Sie wurden oft  verprügelt, auf andere Weise brutal und demütigend bestraft und missbraucht. Auch sie mussten vielfach in heimeigenen Landwirtschaftsbetrieben hart arbeiten, bei schmaler Kost. Die Heimschulen waren keineswegs Garanten für eine gute Ausbildung.
- Opfer von administrativrechtlichen Versorgungen
- Opfer von Zwangssterilisierungen, Zwangskastrationen und Zwangsabtreibungen
- Opfer von Zwangsadoptionen
- Fahrende: Von 1926 bis 1973 wurden im Projekt Kinder der Landstrasse der halbstaatlichen Stiftung Pro Juventute in enger Zusammenarbeit mit Behörden Hunderte jenischer Kinder aus ihren Familien und platzierten sie bei Bauern als Verdingkinder oder in Heimen und Erziehungsanstalten.
- Opfer von Medikamentenversuchen

## Initiative

### Forderungen
Die von Unternehmer Guido Fluri lancierte Wiedergutmachungsinitiative will
1. eine Wiedergutmachung für Verdingkinder und Opfer fürsorgerischer Zwangsmassnahmen.
2. eine wissenschaftliche Aufarbeitung dieses dunklen Kapitels der Schweizer Geschichte.
3. einen Fonds über 500 Millionen Franken – nur schwer betroffene Opfer erhalten daraus eine Wiedergutmachung.
4. Eine unabhängige Kommission prüft jeden Fall einzeln.

### Komitee
Die Initiative wird von einem breiten Komitee unterstützt, dem auch viele Schweizer Politiker angehören:
- Matthias Aebischer, Nationalrat SP
- Joachim Eder, Ständerat FDP
- Jacqueline Fehr, Nationalrätin SP
- Guido Fluri, Initiant, Guido Fluri Stiftung
- Balthasar Glättli, Nationalrat Grüne
- Ursula Haller, Nationalrätin BDP
- LisaYolanda Hilafu, Betroffene und Präsidentin der IG Zwangsadoption-Schweiz
- Thomas Huonker, Historiker, Verein Fremdplatziert
- Margrit Kessler, Nationalrätin glp
- Ueli Mäder, Professor Soziologie Universität Basel
- Ursula Müller-Biondi, Betroffene und Ansprechperson des Vereins zur Rehabilitierung der administrativ Versorgten 1942–1983 (RAVIA)
- Sylvie Perrinjaquet, Nationalrätin FDP
- Christof Poeschmann, Betroffener und Mitglied des Vereins zur Rehabilitierung der administrativ Versorgten 1942–1983 (RAVIA)
- Rosmarie Quadranti, Nationalrätin BDP
- Luc Recordon, Ständerat Grüne
- Barbara Schmid-Federer, Nationalrätin CVP
- Ursula Schneider Schüttel, Nationalrätin SP
- Dominik Strebel, Studienleiter Schweizer Journalistenschule MAZ
- Marianne Streiff, Nationalrätin EVP
- Roland Wahrenberger, Geschäftsführer Beobachter
- Walter Zwahlen, Präsident des Vereins netzwerk verdingt

### Initiativtext
Die Bundesverfassung wird wie folgt geändert:
Art. 124a

Wiedergutmachung für die Opfer von fürsorgerischen Zwangsmassnahmen und Fremdplatzierungen

1 Bund und Kantone sorgen für die Wiedergutmachung des Unrechts, das insbesondere Heimkinder, Verdingkinder, administrativ versorgte, zwangssterilisierte oder zwangsadoptierte Personen sowie Fahrende aufgrund fürsorgerischer Zwangsmassnahmen oder Fremdplatzierungen erlitten haben.

2 Sie sorgen für eine unabhängige wissenschaftliche Aufarbeitung dieser Massnahmen und fördern die Diskussion darüber in der Öffentlichkeit.

Art. 196 Ziff. 12

12. Übergangsbestimmung zu Art. 124a (Wiedergutmachung für die Opfer von fürsorgerischen Zwangsmassnahmen und Fremdplatzierungen)

1 Der Bund errichtet einen Fonds in der Höhe von 500 Millionen Franken für die Opfer von fürsorgerischen Zwangsmassnahmen und Fremdplatzierungen, die vor dem Jahre 1981 vorgenommen wurden.

2 Anspruchsberechtigt sind Menschen, die von solchen Massnahmen unmittelbar und schwer betroffen waren. Die Höhe der Wiedergutmachung richtet sich nach dem erlittenen Unrecht. Über die Ausrichtung der Leistungen entscheidet eine unabhängige Kommission.

## Entwicklung
31. März 2014: Lancierung der Unterschriftensammlung für die Volksinitiative mit der Unterstützung von Politikerinnen und Politikern von rechts bis links. Um die Initiative einreichen zu können, müssen innerhalb von 18 Monaten 100'000 Unterschriften von Stimmberechtigten gesammelt werden.
1. April 2014: Offizieller Sammelbeginn
19. Juni 2014: Solidaritätsmarsch zugunsten der Initiative. In Genf wird Jean Ziegler, Vizepräsident des beratenden Ausschusses des UNO-Menschenrechtsrates, eine Petition überreicht.
19. Dezember 2014: Nach 8 Monaten Sammelzeit kann die Wiedergutmachungsinitiative mit über 110'000 gültigen Unterschriften bei den Schweizer Bundesbehörden eingereicht werden.
12. Januar 2015: Die Wiedergutmachungsinitiative ist offiziell zustande gekommen.
14. Januar 2015: Der Bundesrat lässt einen indirekten Gegenvorschlag ausarbeiten. Der Bundesrat spricht sich für einen Fonds von bis zu 300 Millionen aus. Das EJPD wird bis im Sommer 2015 eine Vernehmlassungsvorlage ausarbeiten.
27. April 2016: Der Nationalrat stimmt dem indirekten Gegenvorschlag der Regierung zur Wiedergutmachungsinitiative zu.
15. September 2016: Der Ständerat stimmt fast einstimmig dem indirekten Gegenvorschlag der Regierung zur Wiedergutmachungsinitiative zu.
10. Oktober 2016: Das Initiativkomitee zieht die Initiative unter der Bedingung zurück, dass der Gegenvorschlag in Kraft tritt.
26. Januar 2017: Die Referendumsfrist verstreicht, ohne dass ein Referendum ergriffen wurde. Damit ist die Initiative endgültig zurückgezogen.
1. April 2017: Das Bundesgesetz über die Aufarbeitung der fürsorgerischen Zwangsmassnahmen und Fremdplatzierungen vor 1981 tritt in Kraft, Betroffene können nun innerhalb eines Jahres ein Gesuch für die Gewährung eines Solidaritätsbeitrages einreichen. Ausserdem regelt das Gesetz die Akteneinsicht und die wissenschaftliche Aufarbeitung.